# Elezioni generali in Sierra Leone del 2012
Le elezioni generali in Sierra Leone del 2012 si tennero il 17 novembre per l'elezione del Presidente e il rinnovo del Parlamento.

## Risultati

### Elezioni presidenziali
| Candidati           | Partiti                                           | Voti      | %     |
| ------------------- | ------------------------------------------------- | --------- | ----- |
| Ernest Bai Koroma   | All People's Congress                             | 1 314 881 | 58,65 |
| Julius Maada Bio    | Partito del Popolo di Sierra Leone                | 837 517   | 37,36 |
| Charles Margai      | Movimento Popolare per il Cambiamento Democratico | 28 944    | 1,29  |
| Joshua Albert Carew | Partito Democratico dei Cittadini                 | 22 863    | 1,02  |
| Eldred Collins      | Fronte Unito Rivoluzionario                       | 12 993    | 0,58  |
| Gibrilla Kamara     | Partito Democratico Popolare                      | 8 273     | 0,37  |
| Kandeh Baba Conteh  | Partito della Pace e della Liberazione            | 6 144     | 0,27  |
| Mohamed Bangura     | Movimento Democratico Unito                       | 5 069     | 0,23  |
| James Obai Fullah   | Partito Popolare Nazionale Unito                  | 5 044     | 0,23  |
| Totale              | Totale                                            | 2 241 728 | 100   |

### Elezioni parlamentari
| Liste                                             | Voti      | %     | Seggi |
| ------------------------------------------------- | --------- | ----- | ----- |
| All People's Congress                             | 1.149.234 | 53,67 | 67    |
| Partito del Popolo di Sierra Leone                | 819.185   | 38,25 | 42    |
| Movimento Popolare per il Cambiamento Democratico | 69.202    | 3,23  | -     |
| Alleanza Democratica Nazionale                    | 27.706    | 1,29  | -     |
| Fronte Unito Rivoluzionario                       | 12.573    | 0,59  | -     |
| Movimento Democratico Unito                       | 11.771    | 0,55  | -     |
| Partito Democratico Popolare                      | 8.387     | 0,39  | -     |
| Partito Democratico dei Cittadini                 | 7.446     | 0,35  | -     |
| Partito Popolare Nazionale Unito                  | 4.734     | 0,22  | -     |
| Partito della Pace e della Liberazione            | 2.330     | 0,11  | -     |
| Altri                                             | 28.914    | 1,35  | -     |
| Totale                                            | 2.141.482 |       | 112   |